# Тиксу, Тельма
Тельма Тиксу (исп. Thelma Delia Sukiennik, conocido como Thelma Tixou) (4 мая 1944, Буэнос-Айрес, Аргентина — 15 января 2019, Мексика, Мехико) — аргентинская актриса театра и кино, певица и танцовщица, сделавшая карьеру в мексиканском кинематографе.

## Биография
Родилась в 1944 году в Буэнос-Айресе. Мать актрисы решила, что её дочь станет танцовщицей — она занималась джаз-танцем, и делала в нём успехи. В возрасте 17 лет была представлена на конкурс театра Буэнос-Айреса и была выбрана среди 10 танцовщиц для участия в спектакле, также являлась звездой некоторых аргентинских журналов (например Radiolandia). Являлась танцовщицей трёх театров, после чего была замечена аргентинскими кинорежиссёрами. В аргентинском кинематографе дебютировала в 1967 году и с тех пор снялась в 9 работах в кино и телесериалах, начиная с 2001 года снималась в Мексике. Телесериал Страсти по Саломее — единственный из послужного списка актрисы принёс ей славу, ибо был продан во многие страны мира. В Мексику актриса переехала гораздо раньше 2001 года — она подписала контракт с театрами по работе танцовщицы, также работала в Париже в знаменитом кабаре Lido.
Скончалась 15 января 2019 года в Мехико.

## Фильмография
- Потому что любовь решает всё (сериал, 2012—2013)

Porque el amor manda … Genoveva
- Прямые поставки (сериал, 2008—2009)

Central de abasto … (1 эпизод, 2009)
- Пабло и Андреа (сериал, 2005)

Pablo y Andrea … Leonor
- Путь любви (сериал, 2002—2003)

Las Vías del Amor … Fernanda Solís
- Страсти по Саломее (сериал, 2001—2002)

Salomé … Teporocha
- Cándido Pérez, especialista en señoras (1991)

… Mimí Cienfuegos
- Святая кровь (1989)

Santa sangre … The Tattooed Woman
- La superdotada (1984)
- La muchacha del cuerpo de oro (1967)

… Noemi